# Праздничный день (фильм)
«Праздничный день» (фр. Jour de fête) — фильм Жака Тати, основанный на его более раннем короткометражном фильме «Школа почтальонов» (1947).

## Сюжет
Показывает жизнь в маленьком французском городке после Второй мировой войны. Тати играет Франсуа, городского почтальона. В городок прибывает бродячий цирк. Увидав на представлении фильм о работе американских почтальонов, Франсуа принимается за модернизацию.

## В ролях
- Жак Тати
- Ги Декомбль
- Поль Франкёр
- Санта Релли
- Мэйн Валли
- Робер Бальпо
- Delcassan
- Жак Бове
- Вали
- Роджер Рафаль

## Производство
Фильм снимался в городке Сен-Север-сюр-Андр, и многие местные жители участвовали в съёмках.
Фильм снимался двумя камерами, в цветном и чёрно-белом вариантах. Цветная технология Thomson Color была экспериментальной, поэтому её решили дублировать чёрно-белой съёмкой. Как оказалось, весьма предусмотрительно: обработать цветную плёнку не удалось, и в 1949 году фильм был выпущен в чёрно-белом варианте. Но цветная плёнка сохранилась, и в 1995 году дочь режиссёра Софи Татищефф и оператор Франсуа Эде сумели восстановить цветной вариант фильма.

## Критика
Критик Марсель Л’Эрбье в статье «Чудо велосипедов» находил параллели между «Праздничным днём» и «Похитителями велосипедов», называя их «равнозначными художественными достижениями», которые восходят к одним и тем же истокам, «возобновляя, один в грустном, а другой в весёлом ключе, чудо прямого контакта с реальностью».

## Награды фильма
- Премия за лучший сценарий на кинофестивале в Венеции
- Большая кинопремия, Париж